# Kras Słowacki

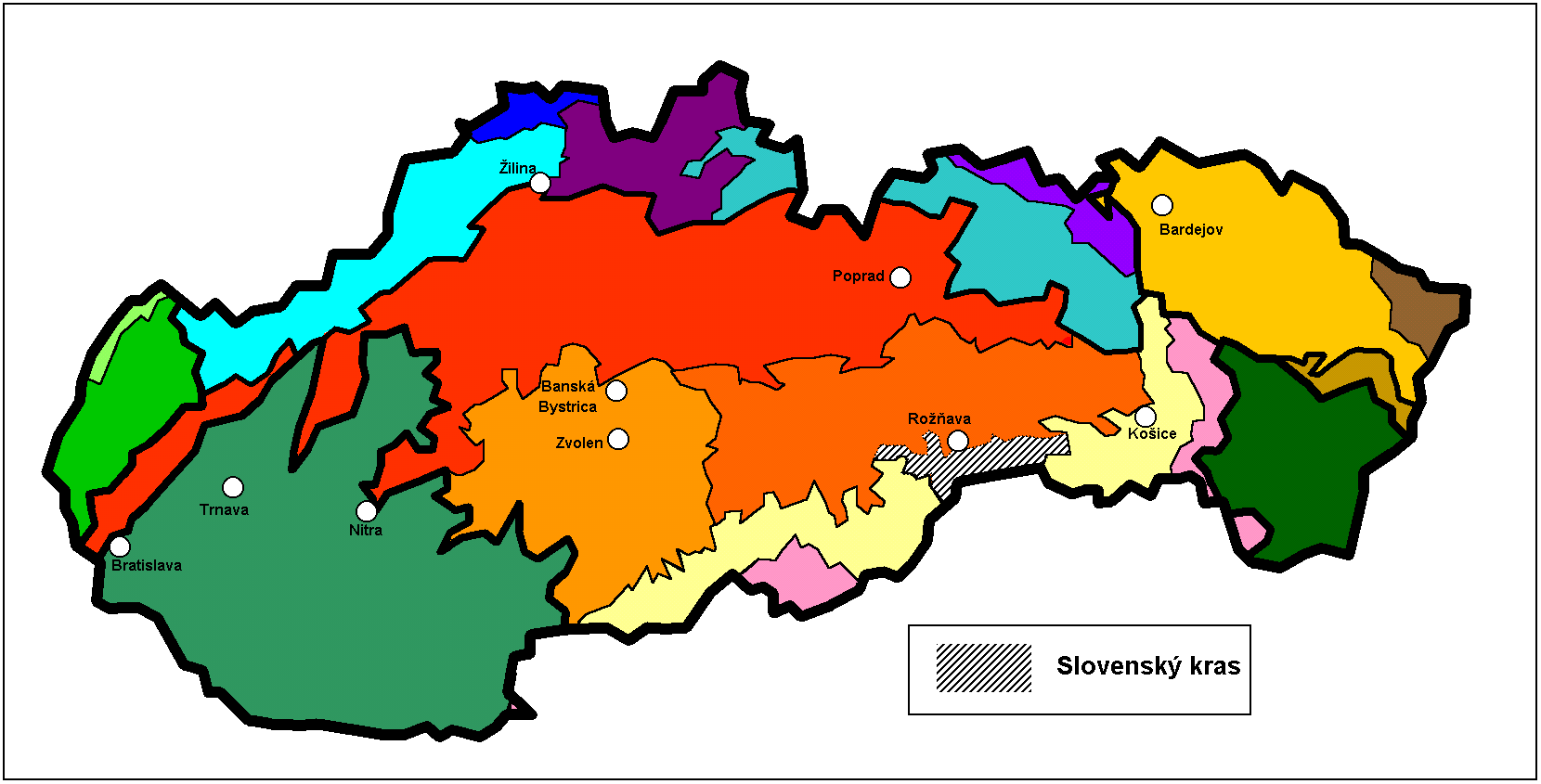
Kras Słowacki na mapie Słowacji

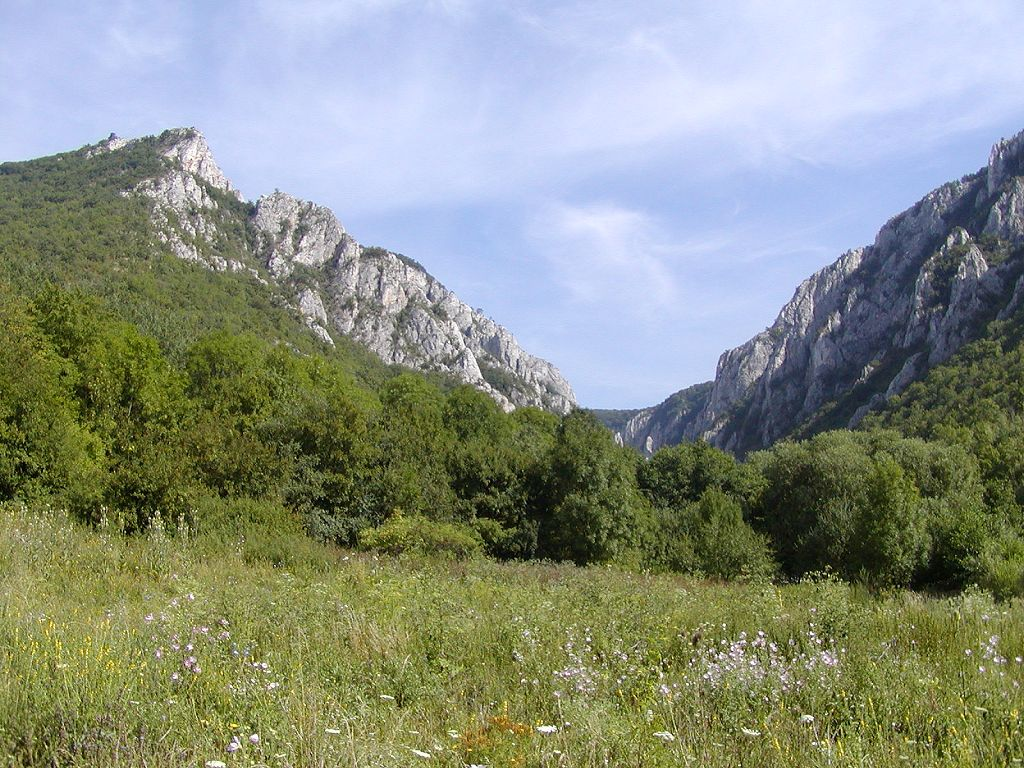
Wylot Doliny Zádielskiej

Kras Słowacki (słow. Slovenský kras) – obszar w południowo-wschodniej Słowacji, przy granicy z Węgrami, stanowiący zespół równin i płaskowyżów krasowych. Jest północną (słowacką) częścią jednostki geomorfologicznej, zwanej Krasem Słowacko-Węgierskim.
Kras Słowacki zbudowany jest w większości z osadowych skał pochodzenia triasowego, głównie z ławic wapieni. Występują tu bardzo liczne i rozwinięte elementy rzeźby krasowej takie jak jaskinie, uwały (zapadliska krasowe), polja, ponory, wywierzyska, ślepe doliny i in.
Góry nie przekraczają wysokości 600–800 m n.p.m. Umiarkowany płaskowyż rozdzielony jest rzekami i potokami: Štítnik, Slana, Blatný potok, Hájsky potok, Turňa. Powstały w ten sposób oddzielne płaskowyże, zwane tu płaninami (słow. planina): Koniarska, Plešivská, Silická, Horný vrch i Dolný vrch, Zádielska i Jasovská – rozdzielone głębokimi kanionami i wąwozami, zwanymi tu „cieśniawami” (słow. tiesňavy), z których najbardziej znana jest Dolina Zádielska.
Większość ludności wielu wsi położonych na terenie i obrzeżach Krasu Słowackiego stanowią Węgrzy. Liczni są również Cyganie.
Kras Słowacki jest rezerwatem biosfery UNESCO.
Większą część Krasu Słowackiego obejmuje utworzony w 2002 r. Park Narodowy Kras Słowacki.

## Jaskinie Krasu Słowackiego

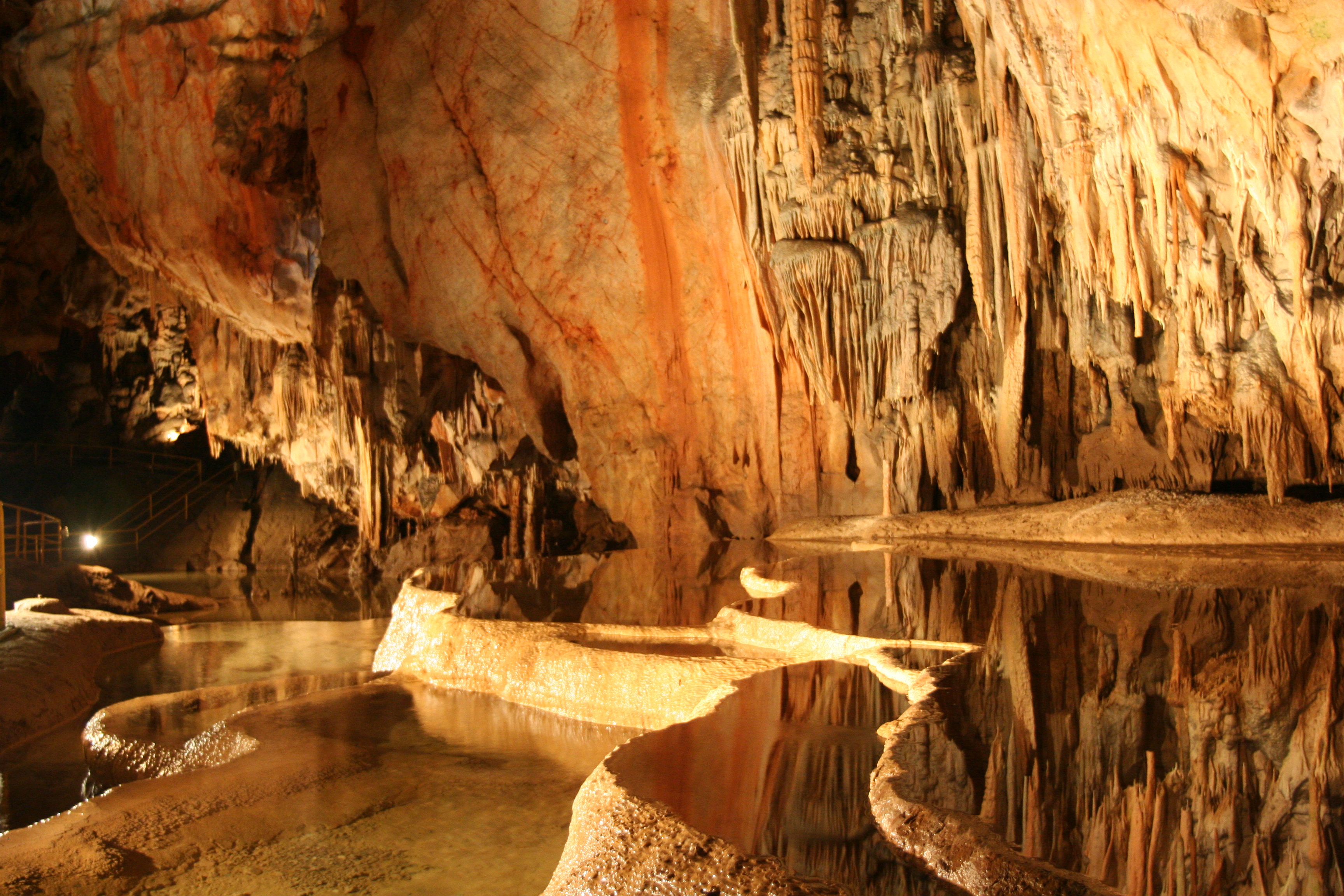
Jaskinia Domica

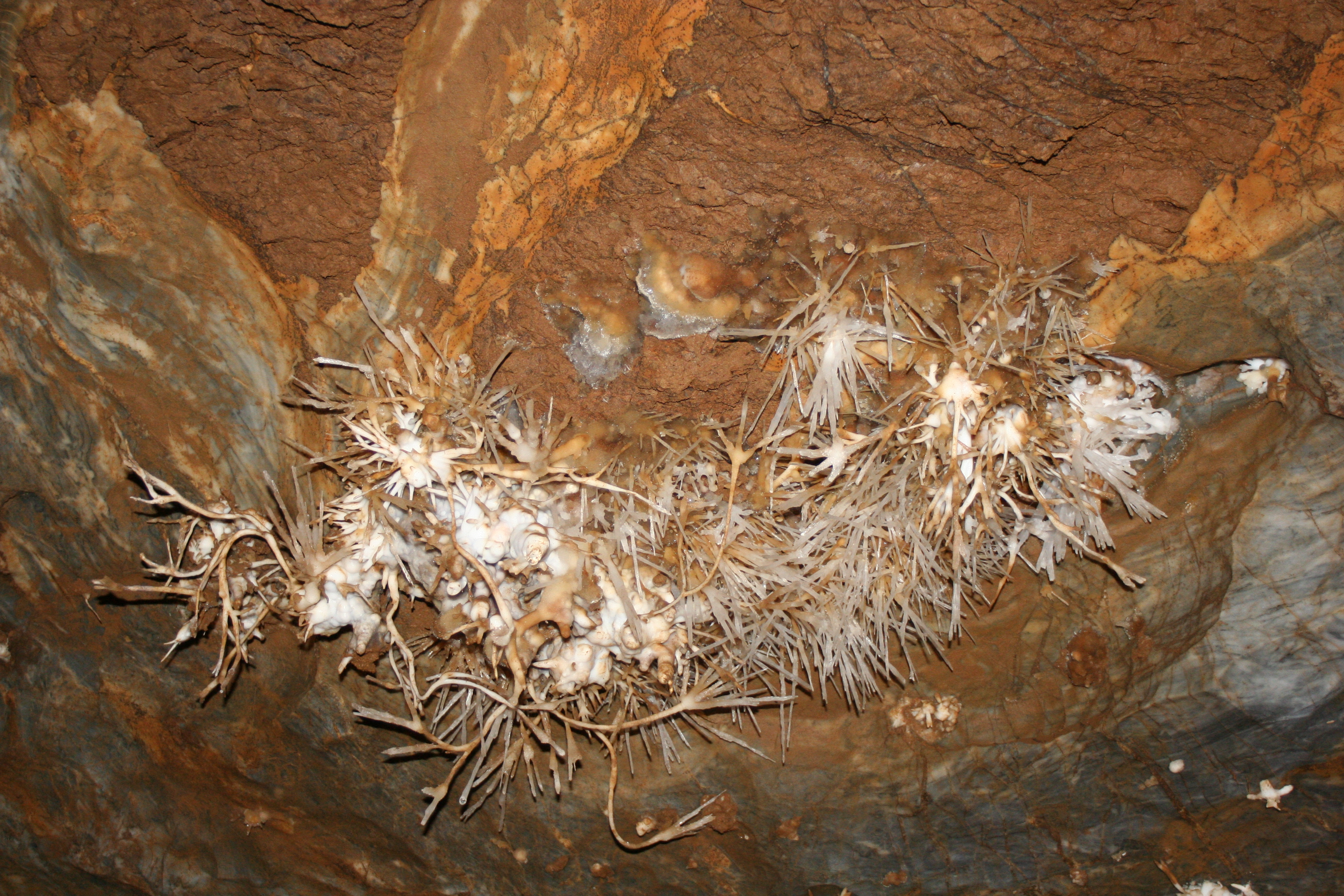
Ochtińska Jaskinia Aragonitowa

W 1995 r. jaskinie Krasu Słowackiego i węgierskiego Krasu Aggtelek zostały zapisane na liście światowego dziedzictwa UNESCO (wpis został rozszerzony w 2000 r. o Dobszyńską Jaskinię Lodową w Słowackim Raju).

### Jaskinie Krasu Słowackiego zapisane na liście dziedzictwa UNESCO

#### Dostępne do zwiedzania
- Jaskinia Domica (wpis jako System jaskiń Baradla-Domica)
- Jaskinia Gombasecka (wpis jako System jaskiń Gombasecka-Jaskinia lodowa Silicka ľadnica)
- Jaskinia Jasovská
- Jaskinia Krásnohorská
- Ochtińska Jaskinia Aragonitowa

#### Nieudostępnione do zwiedzania
- Dzicza Przepaść (słow. Diviačia priepasť)
- Jaskinia Drienovská
- Silicka Jaskinia Lodowa (słow. Silicka ľadnica)
- Jaskinia Hrušovská
- Ogromna Przepaść (słow. Obrovská priepasť)
- System jaskiń Skalistý potok-Kunia Przepaść
- Snežná diera
- Wietrzna Przepaść (słow. Veterná priepasť)
- Przepaść Zvonivá jama